# ミャンマー内戦 (2021年-)
本稿においては、ミャンマー内戦（ミャンマーないせん、ビルマ語: မြန်မာ့ပြည်တွင်းစစ်）の、2021年ミャンマークーデター以降の状況について説明する。同内戦は、クーデターに応じて発生した2021年ミャンマークーデター抗議デモと、その取り締まりを受けて、著しく激化した。春の革命（英語: Spring Revolution、ビルマ語: မြန်မာ့နွေဦးတော်လှန်ရေး）、自衛のための戦争（英語: People's defensive War、ビルマ語: ပြည်သူ့ခုခံတော်လှန်စစ်）などとも呼称する。
民主派亡命政権である国民統一政府（英語: National Unity Government of Myanmar、NUG）と、NUGに連帯する少数民族系武装勢力は、2008年制定のミャンマー連邦共和国憲法を拒絶し、フェデラル民主制にもとづく国家の建設を要求している。武装勢力にはNUGと無関係なものも存在し、クーデターを通じて政権を握った国家行政評議会（英語: State Administration Council、SAC）は、この両者と戦闘している。『ニューヨーク・タイムズ』のハンナ・ビーチによれば、ミャンマー国内には数百の武装勢力が存在する。
国際連合によれば、2021年2月から2023年3月までに、55万戸が破壊され、160万人が住む場所を逐われて、国内の述べ1760万人が人道支援の必要な状況に陥っている。国際連合人道問題調整事務所（UNOCHA）によれば、4万人がミャンマーを逃れ、バングラデシュ・インド・タイといった近隣諸国に逃れている。
2023年10月時点で、ミャンマー軍は330ある郡区のうち3分の2を支配下においていると主張しているものの、国土全体の40%にとどまるとする主張もある。

## 歴史

### クーデターまでのミャンマー内戦の概況

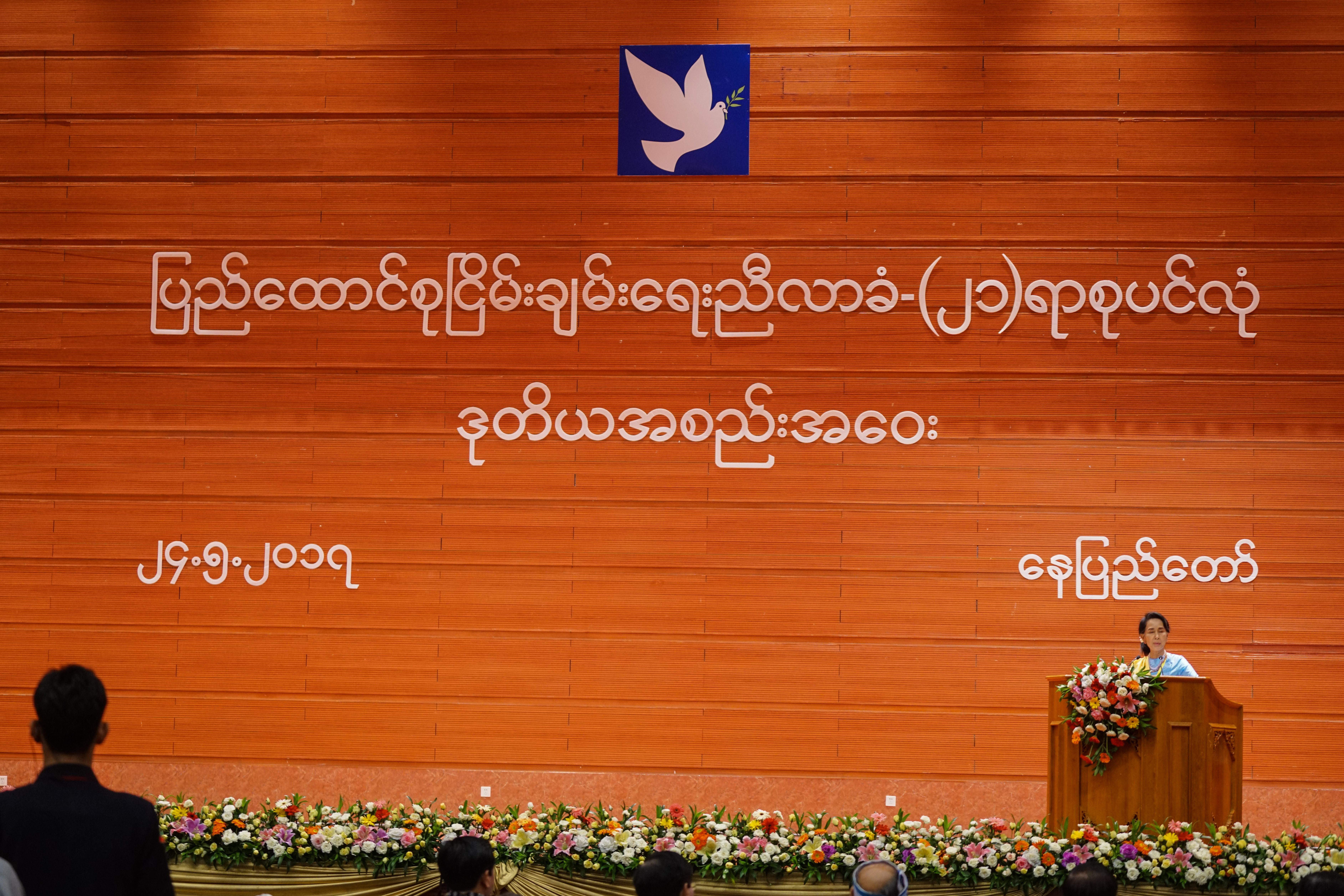
21世紀パンロン会議において開会の辞を述べるアウンサンスーチー（2017年5月・ネピドー）

ミャンマーにおいては、1948年以来、おもに民族的基盤にもとづく内戦が続いている。ビルマ共産党の反乱とカレン人の反乱がその嚆矢であった。20世紀中にはいくつかの少数民族武装勢力（英語: Ethnic Armed Organizations、EAOs）が台頭し、その影響力・支配力について栄枯盛衰を繰り返した。ネウィンによる1962年ビルマクーデターと、その後の政治的圧力の強化に応じて、カチン独立軍（英語: Kachin Independence Army、KIA）のような有力なEAOsが設立された。ネウィン政権による一党独裁に対抗するかたちで、1988年には8888民主化運動が発生した。これに参加した運動家がEAOsの支配地域に逃れたことを契機として、ビルマ人を主体とする民兵勢力も誕生した。
8888民主化運動の煽りをうけて、国家法秩序回復評議会（英語: State Law and Order Restoration Council、SLORC）、のちの国家平和発展評議会（英語: State Peace and Development Council、SPDC）が成立する。軍事政権は、1990年代にほとんどのEAOsの基地および拠点を破壊し、これらの組織を著しく弱体化させることに成功した。2011年 - 2015年ミャンマー政治改革までに、ミャンマー軍はコーカンおよびカレン州をはじめとする、長年にわたってEAOsに支配されていた地域を奪還している。
2011年にミャンマーは民政移管をおこない、1962年以来続いた軍事政権の支配は終わりを告げた。国軍系の政党である連邦団結発展党（英語: Union Solidarity and Development Party、USDP）所属の新大統領であるテインセインは、就任後EAOsに向けて全国的な停戦をよびかけた。2015年ミャンマー総選挙を目前に控える2015年10月15日、8のEAOsとのあいだで全国停戦合意が締結された。しかし、同選挙においてはアウンサンスーチー率いる国民民主連盟（NLD）が大勝し、スーチーは国家顧問として政権を握った。
同政権下でも全国停戦合意の枠組みは引き続き利用されたものの、交渉は停滞した。同合意に参加しなかった、多くのEAOsは紛争を継続した。2016年後半、KIAやアラカン軍（AA）といった合意非締結勢力が北部同盟を結成し、中央政府や他のEAOsと交戦した。EAOsの伸張や、新型コロナウイルスの流行対策の不十分さなどについて、軍はNLD政権に不信感をつのらせた。こうした状況下で開かれた2020年ミャンマー総選挙においてもNLDは再び大勝し、USDPは惨敗した。軍部はこの結果に対して不満を持ち、投票に不正があったとして選挙管理委員会の交替や、票の再集計を主張した。

### 2021年ミャンマークーデターと国民統一政府の成立

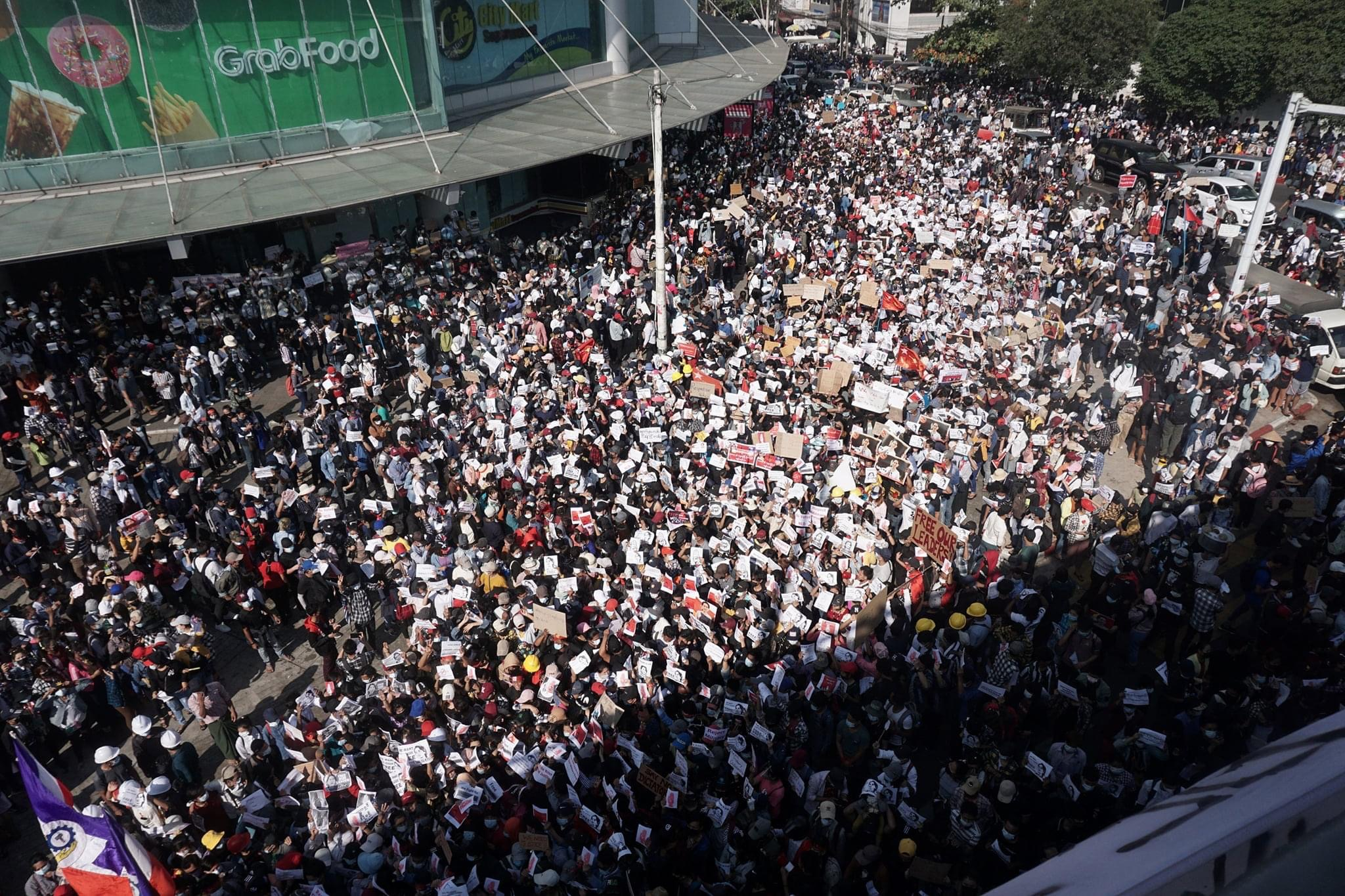
クーデターに対する抗議のため集まる数千人の市民（2021年2月・ヤンゴン）

2021年2月1日、ミャンマー軍はクーデターを通じて政府を転覆させ、ウィンミン大統領およびアウンサンスーチー国家顧問を筆頭に、政権与党であったNLD構成員は勾留された。軍部は翌2日に国家行政評議会（英語: State Administration Council、SAC）を組織し、国軍最高司令官のミンアウンフラインが国家行政評議会議長として政権を奪取した。軍事政権のクーデターに多くのミャンマー国民は納得せず、市民の間では大規模な抗議活動がおこなわれるようになった（2021年ミャンマークーデター抗議デモ）。デモは非暴力的な手段に訴えていたにもかかわらず、軍部はこれを暴力的な手段をもって封殺した。たとえば、3月14日には、ヤンゴン近郊のラインタヤ郡区では、平和的な抗議活動をおこなっていた市民を警察と軍が包囲し、少なくとも65人を殺害した（ラインタヤの虐殺）。
軍部はアウンサンスーチーを拘束すれば支持者による抵抗は十分に抑え込めると考え、幹部以外のNLD議員が宿泊する議員宿舎の包囲を2月4日に解いた。議員らは2月5日に連邦議会代表委員会（CRPH）を結成し、3月31日に現行憲法の無効化と「フェデラル民主主義憲章」を宣言した。フェデラル（ビルマ語: ဖက်ဒရယ်; 英語: Federal）は、EAOsが好んで用いた言葉であり、独立以来ミャンマーの国号として用いられた連邦（ビルマ語: ပြည်ထောင်စု; 英語: Union）制度が、実際には中央集権制的なものであったことを批判するニュアンスがある。こうした方針で少数民族武装組織に目配せをしながら、彼らは4月16日に公式に国民統一政府（英語: National Unity Government of Myanmar; NUG）の設立を宣言した。

### 国民防衛隊の設立と「自衛のための戦争」の宣言

PDF戦闘員（2022年1月・サガイン地方域）

クーデター勃発から1ヶ月ほど経った3月頃から、軍事政権に対する抗議活動は暴力的なものへと変化していた。たとえば、ザガイン地方域カレーでは、市民による非暴力的抵抗が軍により暴力的に鎮圧されたことを契機として、3月28日には軍と、火炎瓶やライフルで武装した市民との間に激しい武力衝突が発生した（カレー衝突）。また、チン州では4月26日、クーデターを受けて成立したチンランド防衛隊（CDF）と、軍部が衝突するミンダッの戦いがおきた。このように、2021年以後のミャンマーにおいては、ザガイン地方域やチン州のような、それまで内戦とは縁遠かった地域においても戦闘が相次ぐようになった。こうした潮流に突き動かされるかたちでNUGも非暴力路線を転換し、5月5日には武装蜂起した抗議者をまとめあげるための組織として、国民防衛隊（PDF）の発足を宣言した。また、カレン民族同盟（KNU）やカチン独立機構（KIO）といった以前より政府と衝突していた反政府組織も抗議運動を支援し、武力闘争を決断した抗議者の訓練および武器入手を手助けした。
5月から9月にかけては紛争による死者数は比較的落ち着くも、依然として武力衝突は続いた。こうした状況下の9月7日、NUGにより国土全体を対象とする緊急事態宣言発令と、SACに対する「自衛のための戦争」の宣言が行われた。これを契機として、ミャンマー全土でPDF・EAOsとSACの間での戦闘が激化した。SACはこうした状況に対して徹底抗戦を唱えた。ミンアウンフラインは2022年3月27日、NUGとその連帯勢力に対しては交渉の余地はなく、「最後の一人まで殲滅する」と演説を行った。
KIAやワ州連合軍（UWSA）といった勢力はこの間に版図を広げ、ミャンマー国土の40％から50％がSAC以外の勢力による支配下に入った。AAもこの時期、2020年末より続いていた国軍と非公式の停戦協定を破棄した。6月、国軍はカレン州のAA基地を空爆し、戦闘員6人を殺害した。AAはこの報復として、6月から8月にかけてラカイン州マウンドー郡区およびチン州西部の国軍基地を攻撃した。4ヶ月の戦闘ののち、11月には再び停戦協定が締結された。また、10月21日にはカレン民族解放軍（KNLA）がコーカレイへと侵攻した（コーカレイの戦い）。
こうした状況下、民兵の寄せ集めとしての性質が強かったPDFの組織化も少しずつ進んでいった。NUGはクラウドファンディングなどを利用して資金を調達し、戦闘能力の向上に伴い、前年には毎回数分程度で終わっていた国軍との戦闘も数時間以上続くようになった。2023年9月のインタビューにおいて、NUGの副大統領であるドゥワラシラーは現状において抵抗勢力がミャンマー国土の60%を制圧しているとコメントした。

### 1027作戦とEAOsの攻勢

ミャンマーの戦局図（2024年2月）。1027作戦によりEAOsの支配下に入った地域を緑色で示している。

2023年10月27日には、AA・ミャンマー民族民主同盟軍（MNDAA）・タアン民族解放軍（TNLA）から構成される三兄弟同盟が1027作戦を実行した。同作戦により、3日間で57のミャンマー軍基地が制圧された。11月6日には、PDFにより、ザガイン地方域のコーリンが陥落した。県（District）レベルの都市が抵抗勢力の支配下に入るのははじめてのことだった。同作戦は、2021年以降のミャンマー軍が経験した最大の敗北であったと報じられている。ミャンマー軍が三兄弟同盟と停戦合意を結んだ際には、国軍派のインフルエンサー・僧侶たちの間から、ミンアウンフラインの辞任を求める声が相次いだ。

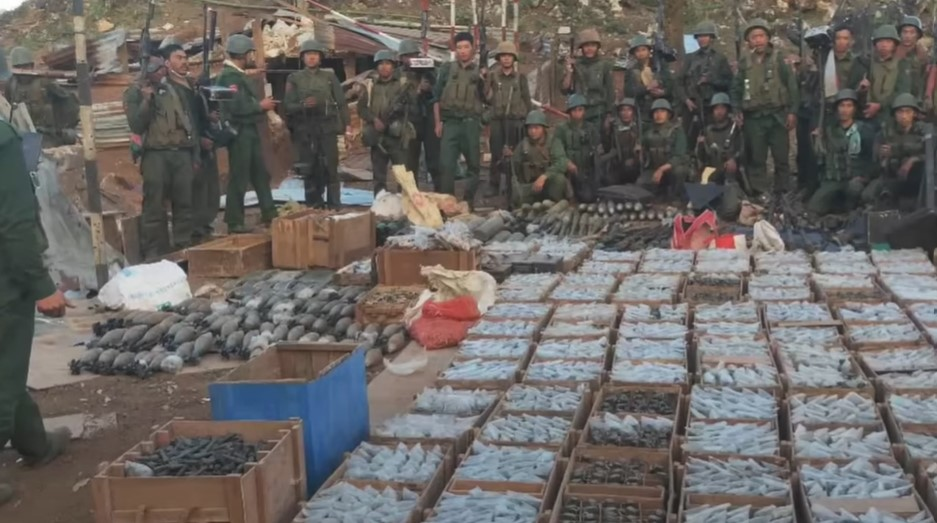
投降するミャンマー軍兵士（2023年11月・コーリン）

AAは軍事政権との停戦協定を破棄し、ラカイン州およびチン州南部のパレッワ郡区においても作戦を開始した（ラカイン攻勢 (2023年-)）。これにより、ラカイン州都シットウェ近郊のパウッタウの基地の大部分が、12月6日までに占領された。パウッタウは2024年1月25日に陥落した。また、それまでにラカイン州およびチン州において、ミャンマー軍の基地160以上が制圧された。さらにAAは2024年2月8日、かつてアラカン王国の首都であった古都・ムラウウーを制圧した。また、MNDAAはコーカン自治区首都のラウカイを攻撃し（ラウカイの戦い）、2024年1月5日までに完全に支配下に置いた。
2024年1月11日、軍事政権と三兄弟同盟は中国政府の仲介のもと昆明で会談をおこない、シャン州北部における停戦協定に合意した（海埂協定）。同協定はシャン州のみに限定されるものであったが、同地域においてすら依然として戦闘は続いた。また、軍は2月10日、コーリンを奪還した。

1027作戦に連動して、他のEAOsも作戦を開始した。カヤー州のメセ郡区では、カレンニー民族人民解放戦線（KNPLF）・カレンニー軍（KA）・カレンニー諸民族防衛隊（KNDF）の合同作戦である1107作戦が展開された。また、その4日後には、カヤー州都であるロイコーをめぐり、1111作戦が展開された。ほかに、マンダレー地方域のマダヤ郡区においては、TNLAとPDFによるタウンタマン作戦が開始された。チン州では2023年11月13日、CDFによりインド・ミャンマー国境の都市であるリコーダルが制圧された。チン州の抵抗勢力が都市を占領するのは、クーデター以後でははじめてのことだった。12月6日には、チン民族戦線（CNF）らによりチンランド憲法の批准がおこなわれ、チンランド政府の成立が宣言された。評議会は6月、AAに対してチンランド領内での軍事活動および地域の支配を自粛するよう声明を発表した。

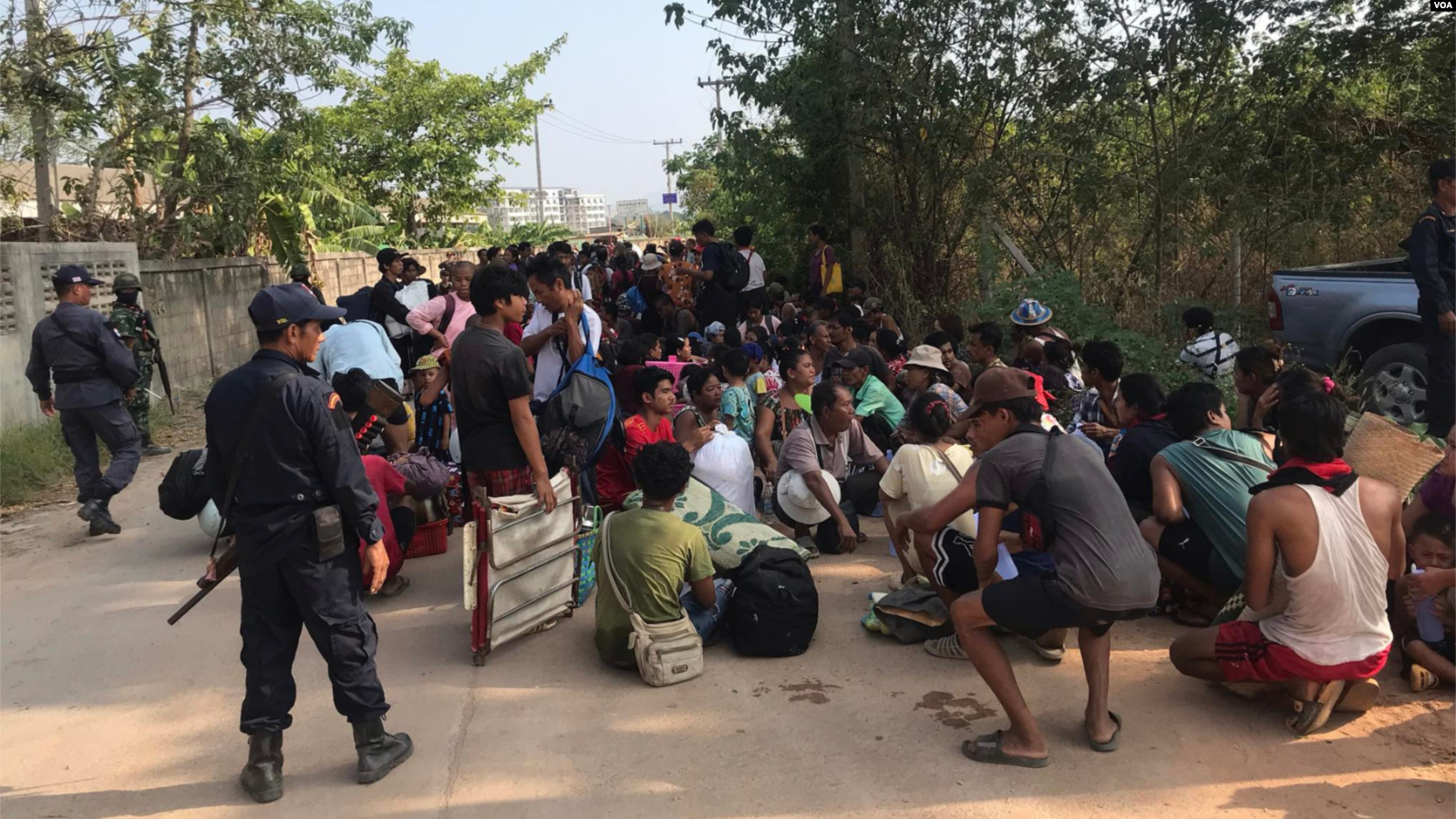
避難する民間人（2024年4月・ミャワディ）

KIAは2024年3月7日、0307作戦を開始し、カチン州東部の10基地を一斉攻撃した。3月22日までに、KIAは50以上の前哨基地と13の戦略的に重要な基地を制圧したと発表した。また、3月6日には軍傘下のカレン州国境警備隊がカレン民族軍（KNA）としての独立を発表した。KNLAは4月5日に同州パプンを制圧し、4月20日には続いてミャワディを占領した（ミャワディ包囲戦）。しかし、KNAが国軍側についたことによりKNLAは4月24日、ミャワディから撤退した。国軍はKNAからミャワディを奪還すべく、コンバウン王朝の始祖アラウンパヤ王の別名を冠した「アウンゼヤ作戦」を発動したが、ミャワディに向かう途中、カレン族やその他の抵抗軍の攻撃を受け、ドーナ山脈で数ヶ月足止めされた挙句、撤退した。
軍部からの度重なる攻撃を受け、TNLAは6月25日に停戦の終了を宣言した。これをもって海埂協定は破棄され、1027作戦の第2波がはじまった。TNLAとマンダレーPDFは7月25日にマンダレー管区のモーゴッを制圧した。さらに、MNDAAは8月3日にシャン州のラーショーを制圧した。これにより、同地に拠点を置く、ミャンマー軍北東軍管区司令部が占拠された。同地に拠点を置く国軍北東軍管区司令部を占拠した。国軍の地方司令部が反乱軍に占拠されたのは史上初のことだった。その後、MNDAAはラーショーをコーカン自治区に編入すると発表した。
2024年9月4日、MNDAAは（１）MNDAAは独立国家を追求するのではなく、自治区を維持する意向である（２）MNDAAはNUGとのいかなる連携も否定し、マンダレー、タウンジーへの攻撃を行わない（３）中国政府の和平イニシアティブに従い、政治的手段で問題を解決するという内容の声明を発表した。件の声明は即日削除されたが、その後、19日に再発表した。これに対してNUGも同日、9つの組織と連名で軍政を打倒した後、連邦民主連合国家を樹立する決意を再確認する共同宣言に発表した。
この劣勢に対して国軍は、既述の「アウンゼヤ作戦」以外にも、三兄弟同盟に奪われたシャン州北部の失地回復を図る「シンピューシン作戦」とシャン州とカレンニー州の失地回復を図る「ヤンナインミン作戦」を発動し、各地で空爆を開始した。

### 中国の介入
この頃から、中緬国境地帯の安全と利権確保、NUG・PDFとアメリカ政府の密接な関係を疑う中国は、軍政支持の旗幟を鮮明にし始めた。8月14日、中国の王毅外相がミンアウンフラインと会談、2025年に予定されている総選挙の実施や和平実現などのへの支持を表明した。またワ州連合軍（UWSA）に対しては、MNDAAやカレンニー州の諸勢力、PDFに兵器を供給しないように要請し、コーカン自治区に供給していた電気、水、食料、医薬品、ネットを遮断していると伝えられている。10月22には中緬国境のゲートがすべて閉鎖された。11月5日、ミンアウンフラインは大メコン圏（ＧＭＳ）首脳会議に出席するため中国の昆明を訪問し、翌6日、中国の李強首相と会談して両国の関係強化を強調した。両国のこうした一連の動きに対しては、反政府勢力を動揺させ、その士気を削ぐという声が上がっている。
2024年11月中旬、10月末に雲南省昆明を訪れたMNDAAのリーダー・彭徳仁が中国当局に身柄を拘束され、ラーショーからの撤退を迫られていると報道される。中国当局は病気治療のための滞在だとこの報道を否定。その後、MNDAAは停戦合意に向けた国軍との交渉に応じるとの声明を発表した。これに先立ち、TNLAも「軍政との停戦交渉の準備ができている」という声明を発表した。
11月20日、KIA-PDF連合軍はカンバイティを占領し、カチン州第1特区はKIAに完全に占領され、同月28日、KIAはカチン州第1特区の廃止を宣言した。
12月17日、KNUはかつての本部であるマナプロウを同月16日夜に奪還したと発表した。マナプロウは1995年に国軍によって陥落しており、奪還は実に29年ぶりだった。
12月21日、AAがラカイン州・アンにある西部軍管区司令部を占拠したと発表した。国軍の地方司令部が占拠されるのは、ラーショーの北東軍管区司令部に次いで2つ目である。
2025年1月18日、中国の仲介により、昆明でMNDAAと国家行政評議会（SAC）との間で停戦協定が締結され、4月21日からMNDAAはラーショーから撤退し、郊外に兵力を移動した。4月22日、SACの車両やヘリコプターがラーショーに到着し、兵士や政府職員、市民が戻り始めた。SACは北東司令部を再構築し、支配の回復を図った。

## 内戦の社会的影響

### 経済危機
クーデター以降、ミャンマー経済は低迷を続けている。Covid-19のパンデミックと政治の混乱により2021年の経済成長率はマイナス17.9％まで縮小。その後も低い水準で推移し、世界銀行やアジア開発銀行（ADB）の予測では、これ以上紛争が激化しないと仮定しても、2024年3月期の経済成長率はわずか1％に留まる見込み。当面回復の見込みはなく、L字型不況の様相を呈している。
政治の混乱による通貨の信用低下と経済制裁などにより、ミャンマーの通貨チャットの下落も進んでいる。2021年2月1日には1＄＝1330ksだったものが、2024年9月現在1＄＝5000ksくらいにまで下落している、一時は1＄＝7000ksにまで下落した。公式レートは1＄＝2100ksに固定されているので、実勢レートとの乖離が大きくなっている。
チャットの下落、通貨供給量の増加、世界的な物価上昇により、急激なインフレを引き起こしている。 アジア開発銀行（ADB）の推計によると、2022年のインフレ率は18.4％、2023年は14.0％、2024年は8.2％だった。軍政も最低賃金を引き上げるなどして対応しているが、物価上昇には追いつかず、国民生活は苦しくなっている。
外国直接投資（FDI）も激減しており、2017年には50億＄、2020年には22億＄あったものが、2021年には20億＄に達せず、2023年も22億＄に留まった。
人口の76％が自給自足以下かそれに近い生活をしており、貧困率は2017年の24.8％から2023年には49.7％へとほぼ倍増、中間層の崩壊が叫ばれている。貧困であった人々がさらに貧困に追い込まれ、その結果、困窮生活から抜け出すチャンスが減少しており、特に子供の半数が国の貧困ライン以下で生活している。ヤンゴンやマンダレーのような都市部でも貧困化が進んでいるが、地域別に見ると、2023年の貧困率は、チン州が73.4％、ラカイン州が66.9％、カチン州が63.8％、ザガイン地方域が60.3％と、やはり地方のほうが大きい。貧困化にともない、臓器売買、売春や児童労働の増加が報告されている。また仕事を求めて、タイや中国などの近隣諸国、日本、韓国、シンガポールなどの先進国に人材が大量に流出しており、国内の人材枯渇と生産力低下が危惧されている。

### 教育危機
Covid-19のパンデミックにより、ミャンマーの学校は2020年3月にすべて閉鎖されていたが、クーデターが起きると、教師たちが職場を放棄する市民不服従運動（CDM）が巻き起こった。2023年10月の時点で約13万人の教師が職場に復帰しておらず、これに呼応して生徒たちの多くが学校に通わないという事態が起こった。これに対して軍政は教師を補充するなどして対策を取り、2021年6月には学校を再開させたが、CDM以外にも貧困と治安悪化を理由に、2023年の時点で6～17歳の28％が学校に通っておらず、生徒の10分の1が学校を中退しているのだという。また教師の人手不足は教師のモラル低下を招いており、生徒に賄賂を要求する教師もいて、払わなければ罵倒され、体罰を受け、成績を下げられ、学校が嫌になってますます中退者が増える負の連鎖に陥っている面もあるのだという。大学教育においては、2023年1月の時点で校で第1学年から博士課程までの登録者22万713人のうち、実際に授業の受講登録した学生は10万9486人と49.6％に留まっている。ミャンマー経済の専門家・工藤年博は「このままでは教育・訓練を受けなかった若者世代が誕生してしまう」とミャンマーの将来を危惧している。

### 医療危機
CDMは医療従事者の間にも広がり、2023年の時点で医療従事者11万人のうち4万人がCDMに参加しているのだという。軍政は医学部への入学基準を引き下げ、それでも足りず他学部からの編入も認めたが、医師のレベル低下が懸念されている。人手不足の公立病院に見切りをつけ、高額な私立病院を訪れる患者も急増しているが、私立病院も同じくスタッフ不足に悩まされており、意欲的な企業家が私立病院経営に乗り出そうとするも、許認可権を持つ保健省のスタッフも不足しており、遅々として進んでいない。病院では汚職が横行し、以前は貧困層は医療費は無料だったが、現在は入院時に寄付を求められ、スタッフの携帯代やおやつ代まで請求されることがあるのだという。紛争地帯や農村部では偽医者や呪い師も跋扈し、状況をさらに悪化させており、頼みのボランティアも医薬品の高騰に悩み、さらに新NGO登録法によりその大部分が消滅してしまった。

### 信仰の危機
2007年ミャンマー反政府デモ（サフラン革命）の時はデモの先頭に立った僧侶たちだったが、2021年のクーデターに対する反応は鈍く、明白にNUGなどの抵抗勢力側に立った僧侶はわずかだった。その理由は、Covid-19のパンデミックにより都市部を離れ、農村部の僧院に散らばっていたこと、スーチーとNLDのリベラルな姿勢が仏教を軽視しているように見えたこと、NUGがカレン民族同盟（KNU）、カレンニー民族進歩党（KNPP）、チン民族戦線（CNF）、カチン独立軍（KIA）などのキリスト教徒の少数民族武装勢力と連携していることが挙げられる。また抵抗勢力側も仏教を古臭い価値観と捉える向きが多く、その非暴力的志向がメンバーに悪影響を与えると考え、僧侶と連携する動きはあまり見られなかった。しかしこのような僧侶たちのクーデターに沈黙する態度や一部の高僧が国軍幹部と親しくする態度は、仏教徒が90％を占めると言われるミャンマーの人々の間に、仏教・僧侶に対する不信感を芽生えさせ、SNSには「クーデター後、ミャンマーの上座部仏教が、信仰に値するものかどうかが疑問視されるようになった」「この大災害を前にして、僧侶たちの指導的役割が発揮されているかどうか、疑問が残る」「今日の上座部仏教僧たちの振る舞いは、自分たちが頼っている社会に対して無責任であるようにみえる」「妄信するのはやめよう」「批判しても、地獄に落ちることなどない」などといった、以前はタブーであった仏教・僧侶を批判する投稿が目立つようになったのだという。

### プライバシー規制
国軍は、反政府運動対策の名目で、CCTV、インターネット規制、スパイウェア、生体認証などの手段を用いて、ミャンマー国民のプライバシーを著しく規制している。

### 徴兵制の実施
ミャンマーでは2008年憲法で国民に徴兵義務が課せられ、2010年にはミャンマー連邦市民兵役法が制定されていたが、実施されていなかった。しかし2024年2月10日、SACは徴兵制の実施に踏み切った。